# Medåker
Medåker är en tätort i Arboga kommun och kyrkbyn i Medåkers socken. I orten ligger Medåkers kyrka

## Befolkningsutveckling
| Befolkningsutvecklingen i Medåker 1975–2020 | Befolkningsutvecklingen i Medåker 1975–2020 | Befolkningsutvecklingen i Medåker 1975–2020 | Befolkningsutvecklingen i Medåker 1975–2020 | Befolkningsutvecklingen i Medåker 1975–2020 |
| ------------------------------------------- | ------------------------------------------- | ------------------------------------------- | ------------------------------------------- | ------------------------------------------- |
|                                             |                                             |                                             |                                             |                                             |
| År                                          |                                             |                                             | Folkmängd                                   | Areal (ha)                                  |
| 1975                                        | 1975                                        |                                             | 233                                         |                                             |
| 1980                                        | 1980                                        |                                             | 248                                         |                                             |
| 1990                                        | 1990                                        |                                             | 265                                         | 52                                          |
| 1995                                        | 1995                                        |                                             | 259                                         | 52                                          |
| 2000                                        | 2000                                        |                                             | 248                                         | 52                                          |
| 2005                                        | 2005                                        |                                             | 228                                         | 52                                          |
| 2010                                        | 2010                                        |                                             | 224                                         | 52                                          |
| 2015                                        | 2015                                        |                                             | 212                                         | 50                                          |
| 2020                                        | 2020                                        |                                             | 205                                         | 51                                          |
| Anm.: Ny tätort 1975                        |                                             |                                             |                                             |                                             |